# Kevin Esteve Rigail
Kevin Esteve Rigail   (Escaldes-Engordany, 27 de desembre de 1989) és un exesquiador i jugador de golf andorrà. Va competir en esquí alpí en la modalitat de descens als Jocs Olímpics d'Hivern de 2010 (Vancouver) i els del 2014 (Sotxi). En aquests últims Jocs, va patir una lesió greu que motivà la seva retirada de l'esquí de forma professional. Actualment, és jugador de golf professional. Va participar en tornejos com els Jocs Mediterranis de 2018, on va ser 22è amb 77 cops a 8 a la par.
És el fill d'en Jaume Esteve, que fou un esportista reconegut a Andorra i vinculat estretament en diverses disciplines com el rugbi o el muntanyisme.